# Wereldkampioenschappen skivliegen 2012
De wereldkampioenschappen skivliegen 2012 werden van 23 tot en met 26 februari gehouden op de Vikersundbakken in het Noorse Vikersund.

## Wedstrijdschema
| Datum       | Tijd        | Schansrecord | Detail                                                          |
| ----------- | ----------- | ------------ | --------------------------------------------------------------- |
| 23 februari | 18:00       | 246,5 m      | Kwalificatie                                                    |
| 24 februari | 16:30 17:30 | 246,5 m      | Eerste sprong (individueel) Tweede sprong (individueel)         |
| 25 februari | 16:00 17:00 | 246,5 m      | Derde sprong (individueel) Vierde sprong (individueel)          |
| 26 februari | 14:00 14:45 | 246,5 m      | Eerste sprong (landenwedstrijd) Tweede sprong (landenwedstrijd) |

## Medailles
| Onderdeel       | Goud | Goud                                                                | Zilver | Zilver                                                         | Brons | Brons                                                  |
| --------------- | ---- | ------------------------------------------------------------------- | ------ | -------------------------------------------------------------- | ----- | ------------------------------------------------------ |
| Individueel     | SLO  | Robert Kranjec                                                      | NOR    | Rune Velta                                                     | AUT   | Martin Koch                                            |
| Landenwedstrijd | AUT  | Martin Koch Gregor Schlierenzauer Andreas Kofler Thomas Morgenstern | GER    | Severin Freund Maximilian Mechler Richard Freitag Andreas Wank | SLO   | Robert Kranjec Jure Šinkovec Jurij Tepeš Jernej Damjan |

### Medaillespiegel
| Plaats | Land       | Goud | Zilver | Brons | Totaal |
| 1      | Slovenië   | 1    | 0      | 1     | 2      |
| 1      | Oostenrijk | 1    | 0      | 1     | 2      |
| 3      | Duitsland  | 0    | 1      | 0     | 1      |
| 3      | Noorwegen  | 0    | 1      | 0     | 1      |
| Totaal | Totaal     | 2    | 2      | 2     | 6      |